# Pupuan (Tegallalang)
Pupuan is een bestuurslaag in het regentschap Gianyar van de provincie Bali, Indonesië. Pupuan telt 6284 inwoners (volkstelling 2010).